# Arnuero
Arnuero (Arnueru en Càntabre) és un nucli i municipi de la costa oriental de Cantàbria, a 43 km de Santander. Limita al nord amb el Mar Cantàbric, a l'est amb Noja i Argoños, al sud amb Meruelo i Escalante i a l'oest amb Bareyo. Com totes les localitats de la seva zona fins no fa molt temps la seva base econòmica va ser la ramaderia i l'agricultura.

## Localitats
- Arnuero (Capital).
- Castillo Siete Villas.
- Isla e Isla Playa.
- Soano.

## Demografia
| 1900  | 1910  | 1920  | 1930  | 1940  | 1950  | 1960  | 1970  | 1980  | 1990  | 2000  | 2005  |
| ----- | ----- | ----- | ----- | ----- | ----- | ----- | ----- | ----- | ----- | ----- | ----- |
| 1.565 | 1.664 | 2.007 | 1.974 | 2.117 | 2.103 | 2.151 | 1.937 | 1.802 | 1.848 | 1.783 | 1.956 |

Font: INE

## Administració
| Eleccions municipals, 25 de maig de 2003 |      |        |          |
| Partit                                   | Vots | %      | Regidors |
| PP                                       | 988  | 71,65% | 7        |
| PSOE                                     | 198  | 14,36% | 1        |
| PRC                                      | 165  | 11,97% | 1        |

| Eleccions municipals, 27 de maig de 2007 |      |        |          |
| Partit                                   | Vots | %      | Regidors |
| PP                                       | 963  | 64,11% | 8        |
| PRC                                      | 224  | 14,91% | 2        |
| PSOE                                     | 187  | 12,45% | 1        |